# Türkiye Basketbol Ligi
Basketball Super League (oficjalny skrót: BSL) – najwyższa koszykarska klasa rozgrywkowa w Turcji. Założona została 13 grudnia 1966. W tych rozgrywkach bierze 15 zespołów, a najbardziej utytułowanym zespołem jest Efes Pilsen Stambuł.

## Historia
Według oficjalnych danych w koszykówkę zaczęto grać w Turcji w 1904 na Robert College. Amerykański wuefista rozpoczął promocję sportu w tym kraju. Siedem lat później, w 1911, Ahmet Robenson, wuefista ze szkoły średniej Galatasaray, zadecydował się wprowadzić nową dyscyplinę w swojej szkole. Robenson, który stał się po latach prezesem klubu Galatasaray S.K., stał się największym popularyzatorem tego sportu w Turcji.
Do 1966 rozgrywano wiele lokalnych turniejów w rozmaitych miastach Turcji (Stambuł, Ankara, czy Izmir). Oprócz tego corocznie rozgrywane były mistrzostwa Turcji z udziałem najlepszych drużyn w kraju (1946–1967).
Aktualna, najwyższa klasa rozgrywkowa została stworzona w 1966 przez Turecką Federację Koszykówki. Jej pierwsze rozgrywki miały miejsce w sezonie 1966–67, zastępując poprzednie rozgrywki o mistrzostwo kraju. II klasa rozgrywkowa – TBL (znana wcześniej jako TB2L) powstała trzy lata później, w 1969 i funkcjonowała do 2011, kiedy to utworzono III klasę rozgrywkową (TB2L), gdzie zespoły podzielono na dwie grupy.

## Format rozgrywek
W lidze rywalizuje 15 zespołów, które grają przeciw sobie dwukrotnie podczas sezonu zasadniczego, na własnym terenie oraz na wyjeździe. Po zakończeniu fazy regularnej rozgrywek osiem drużyn z najlepszym bilansem awansuje do fazy play-off. Zwycięzcy play-off stają się oficjalnym mistrzem kraju. Dwa najlepsze zespoły z II klasy rozgrywkowej – ligi TBL awansują do Basketbol Süper Ligi (BSL). Natomiast dwie drużyny z najsłabszym bilansem sezonu regularnego Süper Ligi są relegowane do TBL.

## Zespoły w sezonie 2018/2019
| Zespół                         | Miasto         | Hala                                 |
| ------------------------------ | -------------- | ------------------------------------ |
| Adatıp Sakarya BB              | Sakarya        | Sakarya Sports Hall                  |
| Afyon Belediyespor             | Afyonkarahisar | Afyon Atatürk Sports Hall            |
| Anadolu Efes                   | Stambuł        | Sinan Erdem Dome                     |
| Arel Üniversitesi Büyükçekmece | Stambuł        | Gazanfer Bilge Sport Hall            |
| Bahçeşehir Koleji              | Stambuł        | Caferağa Sports Hall                 |
| Banvit                         | Bandırma       | Kara Ali Acar Sport Hall             |
| Beşiktaş Sompo Japan           | Stambuł        | BJK Akatlar Arena                    |
| Darüşşafaka Doğuş              | Stambuł        | Darüşşafaka Ayhan Şahenk Sports Hall |
| Fenerbahçe Beko                | Stambuł        | Ülker Sports Arena                   |
| Galatasaray Doğa Sigorta       | Stambuł        | Sinan Erdem Dome                     |
| Gaziantep Basketbol            | Gaziantep      | Karataş Şahinbey Sport Hall          |
| Stambuł BB                     | Stambuł        | Cebeci Sport Hall                    |
| Pınar Karşıyaka                | İzmir          | Karşıyaka Arena                      |
| Tofaş                          | Bursa          | Tofaş Nilüfer Sports Hall            |
| Türk Telekom                   | Ankara         | Ankara Arena                         |

## Mistrzowie Turcji
Mistrzowie poprzedniej ligi (1946–1967) nie zostali uwzględnieni na poniższej liście. Poniżej znajdują się zwycięzcy Basketbol Süper Ligi od momentu jej powstania w 1966.

- 1966–67 Altınordu
- 1967–68 İTÜ
- 1968–69 Galatasaray
- 1969–70 İTÜ
- 1970–71 İTÜ
- 1971–72 İTÜ
- 1972–73 İTÜ
- 1973–74 Muhafızgücü
- 1974–75 Beşiktaş
- 1975–76 Eczacıbaşı
- 1976–77 Eczacıbaşı
- 1977–78 Eczacıbaşı
- 1978–79 Efes Pilsen
- 1979–80 Eczacıbaşı
- 1980–81 Eczacıbaşı
- 1981–82 Eczacıbaşı
- 1982–83 Efes Pilsen
- 1983–84 Efes Pilsen
- 1984–85 Galatasaray
- 1985–86 Galatasaray
- 1986–87 Karşıyaka
- 1987–88 Eczacıbaşı
- 1988–89 Eczacıbaşı
- 1989–90 Galatasaray
- 1990–91 Fenerbahçe
- 1991–92 Efes Pilsen
- 1992–93 Efes Pilsen
- 1993–94 Efes Pilsen
- 1994–95 Ülker
- 1995–96 Efes Pilsen
- 1996–97 Efes Pilsen
- 1997–98 Ülker
- 1998–99 Tofaş
- 1999–00 Tofaş
- 2000–01 Ülker
- 2001–02 Efes Pilsen
- 2002–03 Efes Pilsen
- 2003–04 Efes Pilsen
- 2004–05 Efes Pilsen
- 2005–06 Ülker
- 2006–07 Fenerbahçe Ülker
- 2007–08 Fenerbahçe Ülker
- 2008–09 Efes Pilsen
- 2009–10 Fenerbahçe Ülker
- 2010–11 Fenerbahçe Ülker
- 2011–12 Beşiktaş Milangaz
- 2012–13 Galatasaray Medical Park
- 2013–14 Fenerbahçe Ülker
- 2014–15 Pınar Karşıyaka
- 2015–16 Fenerbahçe
- 2016–17 Fenerbahçe
- 2017–18 Fenerbahçe Doğuş
- 2018–19 Anadolu Efes Stambuł

## Finaliści ligi

### Era sprzedplay-off
| Sezon   | Mistrz      | Wicemistrz  |
| ------- | ----------- | ----------- |
| 1966–67 | Altınordu   | Galatasaray |
| 1967–68 | İTÜ         | Fenerbahçe  |
| 1968–69 | Galatasaray | İTÜ         |
| 1969–70 | İTÜ         | Fenerbahçe  |
| 1970–71 | İTÜ         | Fenerbahçe  |
| 1971–72 | İTÜ         | Beşiktaş    |
| 1972–73 | İTÜ         | Şekerspor   |
| 1973–74 | Muhafızgücü | Şekerspor   |
| 1974–75 | Beşiktaş    | Galatasaray |
| 1975–76 | Eczacıbaşı  | Beşiktaş    |
| 1976–77 | Eczacıbaşı  | Beşiktaş    |
| 1977–78 | Eczacıbaşı  | Tofaş       |
| 1978–79 | Efes Pilsen | Eczacıbaşı  |
| 1979–80 | Eczacıbaşı  | Efes Pilsen |
| 1980–81 | Eczacıbaşı  | Beşiktaş    |
| 1981–82 | Eczacıbaşı  | Beşiktaş    |
| 1982–83 | Efes Pilsen | Fenerbahçe  |

### Era play-off
| Sezon   | Przewaga własnego parkietu | Wynik | Brak przewagi własnego parkietu | Lider sezonu regularnego | Bilans |
| ------- | -------------------------- | ----- | ------------------------------- | ------------------------ | ------ |
| 1983–84 | Efes Pilsen                | 2–1   | Karşıyaka                       | Eczacıbaşı               | 18–4   |
| 1984–85 | Fenerbahçe                 | 1–2   | Galatasaray                     | Fenerbahçe               | 20–2   |
| 1985–86 | Efes Pilsen                | 1–2   | Galatasaray                     | Efes Pilsen              | 16–5   |
| 1986–87 | Karşıyaka                  | 2–1   | Galatasaray                     | Beşiktaş                 | 15–7   |
| 1987–88 | Çukurova Sanayi            | 1–3   | Eczacıbaşı                      | Fenerbahçe               | 17–5   |
| 1988–89 | Eczacıbaşı                 | 3–1   | Çukurova Sanayi                 | Eczacıbaşı               | 14–7   |
| 1989–90 | Galatasaray                | 3–1   | Paşabahçe                       | Fenerbahçe               | 19–3   |
| 1990–91 | Fenerbahçe                 | 3–2   | Tofaş SAS                       | Fenerbahçe               | 20–2   |
| 1991–92 | Paşabahçe                  | 1–3   | Efes Pilsen                     | Fenerbahçe               | 23–3   |
| 1992–93 | Efes Pilsen                | 4–0   | Fenerbahçe                      | Efes Pilsen              | 30–0   |
| 1993–94 | Efes Pilsen                | 4–2   | Ülkerspor                       | PTT                      | 27–3   |
| 1994–95 | Ülkerspor                  | 4–2   | Fenerbahçe                      | Efes Pilsen              | 28–2   |
| 1995–96 | Efes Pilsen                | 4–0   | Ülkerspor                       | Efes Pilsen              | 28–2   |
| 1996–97 | Efes Pilsen                | 4–1   | Türk Telekom PTT                | Efes Pilsen              | 27–3   |
| 1997–98 | Efes Pilsen                | 2–4   | Ülkerspor                       | Efes Pilsen              | 26–4   |
| 1998–99 | Tofaş                      | 4–2   | Efes Pilsen                     | Tofaş                    | 23–5   |
| 1999–00 | Efes Pilsen                | 1–4   | Tofaş                           | Efes Pilsen              | 21–5   |
| 2000–01 | Ülkerspor                  | 4–2   | Efes Pilsen                     | Ülkerspor                | 22–4   |
| 2001–02 | Efes Pilsen                | 4–2   | Ülkerspor                       | Efes Pilsen              | 20–2   |
| 2002–03 | Ülkerspor                  | 3–4   | Efes Pilsen                     | Ülkerspor                | 25–1   |
| 2003–04 | Efes Pilsen                | 4–2   | Ülkerspor                       | Efes Pilsen              | 22–4   |
| 2004–05 | Efes Pilsen                | 4–1   | Beşiktaş                        | Efes Pilsen              | 24–2   |
| 2005–06 | Ülkerspor                  | 4–0   | Efes Pilsen                     | Ülkerspor                | 25–5   |
| 2006–07 | Fenerbahçe Ülker           | 4–0   | Efes Pilsen                     | Fenerbahçe Ülker         | 28–2   |
| 2007–08 | Fenerbahçe Ülker           | 4–1   | Türk Telekom                    | Beşiktaş Cola Turka      | 24–6   |
| 2008–09 | Efes Pilsen                | 4–2   | Fenerbahçe Ülker                | Efes Pilsen              | 28–2   |
| 2009–10 | Efes Pilsen                | 2–4   | Fenerbahçe Ülker                | Efes Pilsen              | 27–3   |
| 2010–11 | Fenerbahçe Ülker           | 4–2   | Galatasaray Cafe Crown          | Fenerbahçe Ülker         | 27–3   |
| 2011–12 | Anadolu Efes               | 2–4   | Beşiktaş Milangaz               | Galatasaray Medical Park | 25–5   |
| 2012–13 | Galatasaray Medical Park   | 4–1   | Banvit                          | Galatasaray Medical Park | 27–3   |
| 2013–14 | Fenerbahçe Ülker           | 4–3   | Galatasaray Liv Hospital        | Banvit                   | 28–2   |
| 2014–15 | Anadolu Efes               | 1–4   | Pınar Karşıyaka                 | Fenerbahçe Ülker         | 23–7   |
| 2015–16 | Anadolu Efes               | 2–4   | Fenerbahçe                      | Anadolu Efes             | 24–6   |
| 2016–17 | Fenerbahçe                 | 4–0   | Beşiktaş Sompo Japan            | Fenerbahçe               | 28–2   |
| 2017–18 | Fenerbahçe Doğuş           | 4–1   | Tofaş                           | Fenerbahçe Doğuş         | 27–3   |
| 2018–19 | Anadolu Efes               | 4–3   | Fenerbahçe Beko                 | Anadolu Efes             | 34–6   |

### Bilans finalistów
pogrubienie – oznacza kluby występujące aktualnie w BSL
| Klub            | Mistrzostwa | Wicemistrzostwa | Zwycięskie lata                                                                    |
| --------------- | ----------- | --------------- | ---------------------------------------------------------------------------------- |
| Anadolu Efes    | 14          | 13              | 1979, 1983, 1984, 1992, 1993, 1994, 1996, 1997, 2002, 2003, 2004, 2005, 2009, 2019 |
| Fenerbahçe      | 9           | 9               | 1991, 2007, 2008, 2010, 2011, 2014, 2016, 2017, 2018, 2019                         |
| Eczacıbaşı      | 8           | 1               | 1976, 1977, 1978, 1980, 1981, 1982, 1988, 1989                                     |
| Galatasaray     | 5           | 5               | 1969, 1985, 1986, 1990, 2013                                                       |
| İTÜ             | 5           | 1               | 1968, 1970, 1971, 1972, 1973                                                       |
| Ülker           | 4           | 5               | 1995, 1998, 2001, 2006                                                             |
| Beşiktaş        | 2           | 7               | 1975, 2012                                                                         |
| Tofaş           | 2           | 3               | 1999, 2000                                                                         |
| Karşıyaka       | 2           | 1               | 1987, 2015                                                                         |
| Altınordu       | 1           | —               | 1967                                                                               |
| Muhafızgücü     | 1           | —               | 1974                                                                               |
| Çukurova Sanayi | —           | 2               |                                                                                    |
| Paşabahçe       | —           | 2               |                                                                                    |
| Şekerspor       | —           | 2               |                                                                                    |
| Türk Telekom    | —           | 2               |                                                                                    |
| Banvit          | —           | 1               |                                                                                    |

## MVP finałów i zwycięzcy trenerzy
| Sezon   | MVP finałów       | Trener mistrzów   |
| ------- | ----------------- | ----------------- |
| 1966–67 | bd                | Samim Göreç       |
| 1967–68 | bd                | Mehmet Baturalp   |
| 1968–69 | bd                | Petar Sinemov     |
| 1969–70 | bd                | Mehmet Baturalp   |
| 1970–71 | bd                | Şengün Kaplanoğlu |
| 1971–72 | bd                | Samim Göreç       |
| 1972–73 | bd                | Öner Şaylan       |
| 1973–74 | bd                | Armağan Asena     |
| 1974–75 | bd                | Cavit Altunay     |
| 1975–76 | bd                | Aydan Siyavuş     |
| 1976–77 | bd                | Aydan Siyavuş     |
| 1977–78 | bd                | Aydan Siyavuş     |
| 1978–79 | bd                | Faruk Akagün      |
| 1979–80 | bd                | Aydan Siyavuş     |
| 1980–81 | bd                | Aydan Siyavuş     |
| 1981–82 | bd                | Aydan Siyavuş     |
| 1982–83 | bd                | Rıza Erverdi      |
| 1983–84 | bd                | Aydan Siyavuş     |
| 1984–85 | bd                | Nur Germen        |
| 1985–86 | bd                | Fehmi Sadıkoğlu   |
| 1986–87 | bd                | Nadir Vekiloğlu   |
| 1987–88 | bd                | Mehmet Baturalp   |
| 1988–89 | bd                | Mehmet Baturalp   |
| 1989–90 | bd                | Faruk Akagün      |
| 1990–91 | bd                | Çetin Yılmaz      |
| 1991–92 | bd                | Aydın Örs         |
| 1992–93 | bd                | Aydın Örs         |
| 1993–94 | bd                | Aydın Örs         |
| 1994–95 | bd                | Çetin Yılmaz      |
| 1995–96 | bd                | Aydın Örs         |
| 1996–97 | bd                | Aydın Örs         |
| 1997–98 | bd                | Çetin Yılmaz      |
| 1998–99 | bd                | Jasmin Repeša     |
| 1999–00 | bd                | Tolga Öngören     |
| 2000–01 | bd                | Murat Didin       |
| 2001–02 | bd                | Oktay Mahmuti     |
| 2002–03 | bd                | Oktay Mahmuti     |
| 2003–04 | bd                | Oktay Mahmuti     |
| 2004–05 | bd                | Oktay Mahmuti     |
| 2005–06 | bd                | Murat Özyer       |
| 2006–07 | bd                | Aydın Örs         |
| 2007–08 | bd                | Bogdan Tanjević   |
| 2008–09 | Bootsy Thornton   | Ergin Ataman      |
| 2009–10 | Tarence Kinsey    | Ertuğrul Erdoğan  |
| 2010–11 | Oğuz Savaş        | Neven Spahija     |
| 2011–12 | Carlos Arroyo     | Ergin Ataman      |
| 2012–13 | Jamont Gordon     | Ergin Ataman      |
| 2013–14 | bd                | Željko Obradović  |
| 2014–15 | Bobby Dixon       | Ufuk Sarıca       |
| 2015–16 | Luigi Datome      | Željko Obradović  |
| 2016–17 | Bogdan Bogdanović | Željko Obradović  |
| 2017–18 | Brad Wanamaker    | Željko Obradović  |
| 2018–19 | Shane Larkin      | Ergin Ataman      |